# Damian Słaboń
Damian Słaboń (ur. 28 stycznia 1979 w Sosnowcu) – polski hokeista, reprezentant Polski.

## Kariera
- SMS I Sosnowiec (1995-1996)
- Olimpia Sosnowiec (1996-1997)
- KTH Krynica (1998-2001)
- GKS Tychy (2001-2004)
- Cracovia (2004-2018)
- Zagłębie Sosnowiec (2018-2020)

Absolwent NLO SMS PZHL Sosnowiec z 1998. Od 2004 był zawodnikiem Cracovii. Po sezonie 2017/2018 odszedł z tego klubu. Po sezonie 2017/2018 powrócił do zespołu Zagłębia Sosnowiec. Po sezonie 2019/2020 ogłosił zakończenie kariery zawodniczej.
W barwach reprezentacji Polski do lat 18 uczestniczył w turniejach mistrzostw Europy juniorów do lat 18 edycji 1995, 1996, 1997. W barwach reprezentacji Polski do lat 20 uczestniczył w turniejach mistrzostwach świata juniorów edycji 1997, 1997 (Grupa B). W barwach seniorskiej kadry Polski uczestniczył w turniejach mistrzostw świata edycji 1998, 1999, 2001, 2002, 2003, 2004, 2005, 2006, 2007, 2008, 2009, 2011, 2012. Rozegrane 15 grudnia 2012 trzecie spotkanie turnieju EIHC 2012 z Ukrainą było jego 200. meczem w seniorskiej kadrze Polski. W reprezentacji narodowej zagrał łącznie 206 oficjalnych spotkań międzynarodowych.
W trakcie kariery zyskał pseudonim Słaby.

## Sukcesy
Klubowe
- Złoty medal mistrzostw Polski (7 razy): 2006, 2008, 2009, 2011, 2013, 2016, 2017 z Cracovią
- Srebrny medal mistrzostw Polski (3 razy): 1999 z KTH, 2010, 2012 z Cracovią
- Brązowy medal mistrzostw Polski (5 razy): 2000 z KTH, 2002, 2004 z GKS Tychy, 2005, 2007 z Cracovią
- Puchar Polski (2 razy): 2013, 2015 z Cracovią
- Superpuchar Polski (3 razy): 2014, 2016, 2017 z Cracovią

Indywidualne
- Mistrzostwa Europy juniorów do lat 18 w hokeju na lodzie 1997#Grupa B:
  - Pierwsze miejsce w klasyfikacji strzelców turnieju: 8 goli
  - Pierwsze miejsce w klasyfikacji kanadyjskiej turnieju: 11 punktów
  - Najlepszy napastnik turnieju[7]
- Mistrzostwa Świata Juniorów w Hokeju na Lodzie 1999/Grupa B:
  - Najlepszy napastnik turnieju[8]
- Mistrzostwa Świata w Hokeju na Lodzie 2003/I Dywizja Grupa A:
  - Drugie miejsce w klasyfikacji strzelców turnieju: 6 goli[9]